# Shigemitsu Sudo
Shigemitsu Sudo, född 2 april 1956 i Hokkaido prefektur, Japan, är en japansk tidigare fotbollsspelare.